# Kråka (diktsamling)
Kråka (engelska: Crow) är en diktsamling från 1970 av den engelske författaren Ted Hughes. Dikterna handlar om Kråka som har skapats av ett väsen i en av Guds mardrömmar. Kråka vandrar runt i världen på jakt efter ett sätt att återförenas med sin kvinnliga skapare.
Hughes skrev merparten av Kråka mellan 1966 och 1969, en period av återfunnen kreativitet efter några improduktiva år efter hustrun Sylvia Plaths självmord. Dikternas språk och berättande är inspirerat av primitiv poesi och muntliga berättartraditioner. Huvudpersonen är inspirerad av västerländska trickstermyter. Kråkmotivet kommer från en grupp teckningar av kråkor gjorda av den amerikanske konstnären Leonard Baskin, som var en vän till Hughes. Hughes hade egentligen för avsikt att skriva ett större verk med omväxlande prosa och poesi, men färdigställde aldrig detta och valde att publicera dikterna i en egen samling.
Diktsamlingen gavs ut 1970. Hughes gjorde ett tillägg på sju dikter när boken återpublicerades 1972 och ett år senare lade han till ytterligare tre dikter. När han år 1997 gjorde en inläsning av diktsamlingen hade han tagit bort flera dikter och inkluderade dikter som hade publicerats i andra samlingar. Dikterna tar slut omkring två tredjedelar in i den planerade berättelsen; huvudpersonens tilltänkta triumf infaller därför aldrig, och boken slutar när hans situation är som mest bedrövlig. Delvis på grund av sitt drag av ofullständighet blev boken dock en stor kritikerframgång och Hughes kallade den själv för sitt mästerverk.
En tolkning till svenska av Eva Bruno gavs ut 1975.